# Це-Боніто (Нью-Мексико)
Це-Боніто (англ. Tse Bonito) — переписна місцевість (CDP) в США, в окрузі Маккінлі штату Нью-Мексико. Населення — 380 осіб (2020).

## Географія
Це-Боніто розташований за координатами 35°39′9″ пн. ш. 109°2′10″ зх. д. / 35.65250° пн. ш. 109.03611° зх. д. (35.652474, -109.036183).  За даними Бюро перепису населення США в 2010 році переписна місцевість мала площу 3,67 км², уся площа — суходіл.

## Демографія
Згідно з переписом 2010 року, у переписній місцевості мешкало 299 осіб у 100 домогосподарствах у складі 66 родин. Густота населення становила 81 особа/км².  Було 134 помешкання (37/км²).
Расовий склад населення:
| - 76,6 % — корінних американців - 19,4 % — білих - 3,3 % — осіб інших рас |

До двох чи більше рас належало 0,7 %. Частка іспаномовних становила 7,4 % від усіх жителів.
За віковим діапазоном населення розподілялося таким чином: 34,1 % — особи молодші 18 років, 58,2 % — особи у віці 18—64 років, 7,7 % — особи у віці 65 років та старші. Медіана віку мешканця становила 32,1 року. На 100 осіб жіночої статі у переписній місцевості припадало 112,1 чоловіків;  на 100 жінок у віці від 18 років та старших — 101,0 чоловіків також старших 18 років.
За межею бідності перебувало 9,7 % осіб, у тому числі 4,5 % дітей у віці до 18 років та 0,0 % осіб у віці 65 років та старших.
Цивільне працевлаштоване населення становило 80 осіб. Основні галузі зайнятості: транспорт — 46,3 %, науковці, спеціалісти, менеджери — 30,0 %, інформація — 22,5 %.